# خورشیدگرفتگی ۲۱ اکتبر ۱۹۳۰
خورشیدگرفتگی ۲۱ اکتبر ۱۹۳۰ (به انگلیسی: Solar eclipse of October 21, 1930) یک خورشیدگرفتگی از نوع خورشیدگرفتگی کامل است. این خورشیدگرفتگی در تاریخ ۲۱ اکتبر ۱۹۳۰ میلادی (‎۲۹ مهر ۱۳۰۹ خورشیدی) روی داد که زمان اوج آن، ساعت ۲۱:۴۳:۵۳ به‌وقت ساعت هماهنگ جهانی بوده‌است. مدت زمان و طول این خورشیدگرفتگی ۱ دقیقه و ۵۵ ثانیه بود.